# F Liberal (F-43)
A Fragata Liberal (F-43) é uma fragata da Classe Niterói, da Marinha do Brasil.
Fruto do "Programa de Renovação e Ampliação de Meios Flutuantes" da Marinha, concebido na década de 1970, que previa a construção de seis fragatas da Classe Niterói, foi a quarta a ser iniciada.
Construída nos estaleiros Vosper-Tornicroft Ltd., na Inglaterra, em 1975, o seu batimento de quilha ocorreu a 2 de maio. Foi lançada ao mar a 7 de fevereiro de 1976, e, a incorporada à armada em 18 de novembro de 1978.
A embarcação utiliza "Nosso barco, nossa alma" como lema.
Atualmente está se preparando para uma missão da ONU, pela quarta vez, na Força Interina das Nações Unidas no Líbano (UNIFIL), sendo o Capitânia da Força Tarefa Marítima da UNIFIL. Seu atual Comandante é o CF Claudio Henrique Teixeira Correia.

## Origem do nome
Esta fragata é o quarto navio a ostentar esse nome na Marinha do Brasil, os outras embarcações foram Corveta Liberal (1791), Patacho Liberal e Barca a Vapor Liberal.